# 24 Heures du Mans 1964
Navigation
Édition précédente Édition suivante
Les 24 Heures du Mans 1964 sont la 32e édition de l'épreuve et se déroulent les 20 et 21 juin 1964 sur le circuit de la Sarthe. Cette course est la neuvième manche du Championnat du monde des voitures de sport 1964 (WSC - World Sportscar Championship).

## Nombre de pilotes qualifiés pour la course
110 pilotes prennent part à la course lors de cette édition 1964 des 24 Heures du Mans.
| 36 Français  | 24 Britanniques | 12 Italiens    | 10 Américains | 7 Allemands     |
| 5 Belges     | 5 Suisses       | 3 Néerlandais  | 2 Irlandais   | 2 Néo-Zélandais |
| 1 Autrichien | 1 Mexicain      | 1 Sud-Africain | 1 Suédois     |                 |

## Classement final de la course

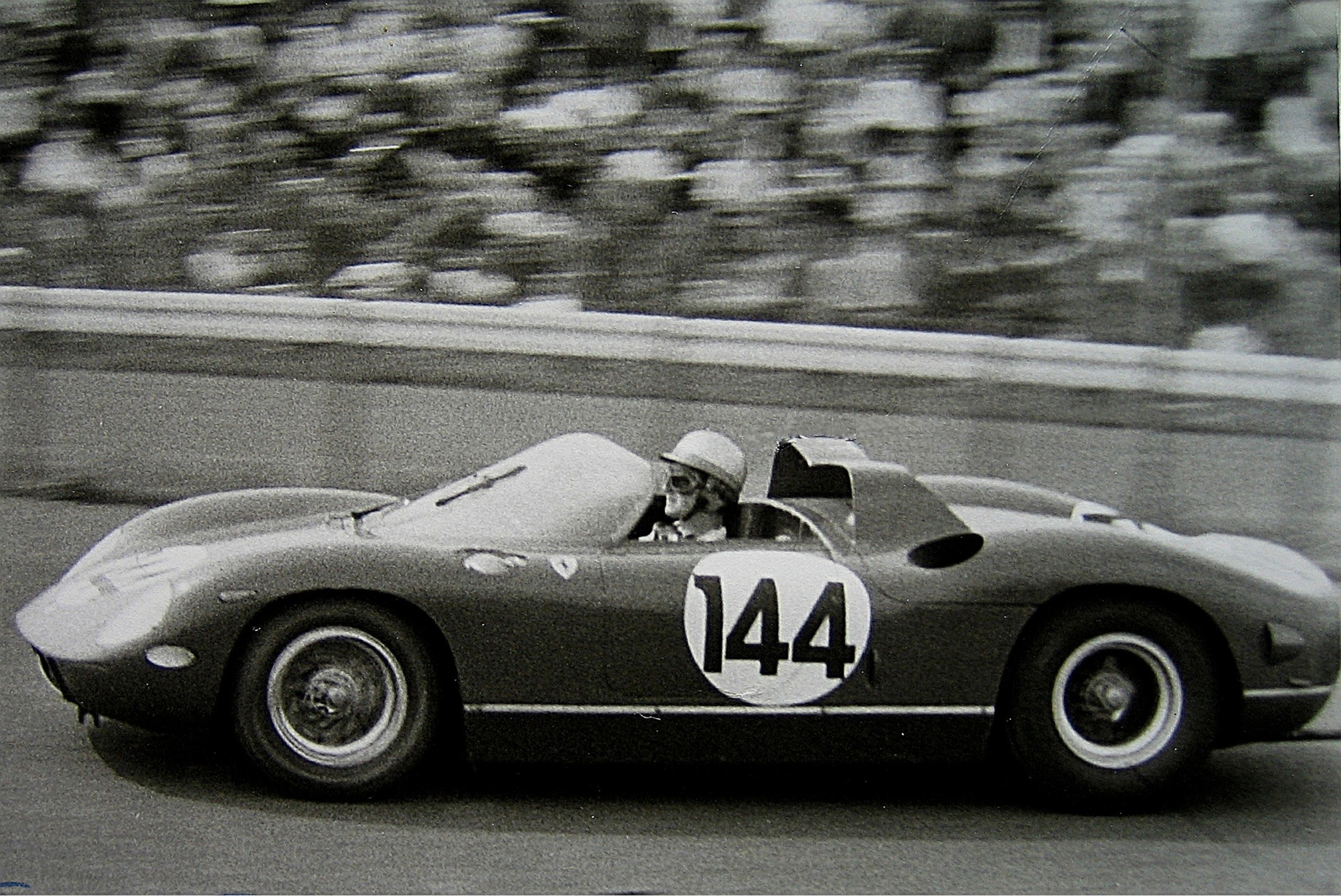
Victorieuse au Mans, la Ferrari 275P s'était également imposée aux 1000 km du Nürburgring (ci-dessus).

| Pos.  | Catégorie | no | Écurie                                    | Pilotes                                  | Châssis                      | Moteur                           | Pneus | Tours |
| ----- | --------- | -- | ----------------------------------------- | ---------------------------------------- | ---------------------------- | -------------------------------- | ----- | ----- |
| 1     | P 5.0     | 20 | SpA Ferrari SEFAC                         | Jean Guichet Nino Vaccarella             | Ferrari 275 P                | Ferrari 3.3L V12                 | D     | 349   |
| 2     | P 5.0     | 14 | Maranello Concessionaires                 | Graham Hill Jo Bonnier                   | Ferrari 330 P                | Ferrari 4.0L V12                 | D     | 344   |
| 3     | P 5.0     | 19 | SpA Ferrari SEFAC                         | John Surtees Lorenzo Bandini             | Ferrari 330 P                | Ferrari 4.0L V12                 | D     | 337   |
| 4     | GT +3.0   | 5  | Shelby American Inc.                      | Dan Gurney Bob Bondurant                 | Shelby Cobra Daytona         | Ford 4.7L V8                     | G     | 334   |
| 5     | GT 3.0    | 24 | Équipe Nationale Belge                    | Lucien Bianchi Jean Blaton               | Ferrari 250 GTO              | Ferrari 3.0L V12                 | D     | 333   |
| 6     | GT 3.0    | 25 | Maranello Concessionaires                 | Innes Ireland Tony Maggs                 | Ferrari 250 GTO              | Ferrari 3.0L V12                 | D     | 328   |
| 7     | GT 2.0    | 34 | Auguste Veuillet                          | Robert Buchet Guy Ligier                 | Porsche 904/4 GTS            | Porsche 2.0L Flat-4              | D     | 323   |
| 8     | GT 2.0    | 33 | Racing Team Holland                       | Ben Pon Henk van Zalinge                 | Porsche 904/4 GTS            | Porsche 2.0L Flat-4              | D     | 319   |
| 9     | GT 3.0    | 27 | North American Racing Team Fernand Tavano | Fernand Tavano Bob Grossman              | Ferrari 250 GTO              | Ferrari 3.0L V12                 | D     | 315   |
| 10    | GT 2.0    | 31 | Porsche System Engineering                | Gerhard Koch Heinz Schiller              | Porsche 904/4 GTS            | Porsche 2.0L Flat-4              | D     | 315   |
| 11    | GT 2.0    | 35 | Scuderia Filipinetti                      | Herbert Müller Claude Sage               | Porsche 904/4 GTS            | Porsche 2.0L Flat-4              | D     | 309   |
| 12    | GT 2.0    | 32 | « Franc »                                 | Jacques Dewes Jean Kerguen               | Porsche 904/4 GTS            | Porsche 2.0L Flat-4              | D     | 308   |
| 13    | GT 1.6    | 57 | Scuderia St. Ambroeus                     | Roberto Bussinello Bruno Deserti         | Alfa Romeo Giulia TZ         | Alfa Romeo 1.6L I4               | D     | 307   |
| 14    | P +5.0    | 1  | Auguste Veuillet                          | Pierre Noblet Edgar Berney               | Iso Grifo A3C                | Chevrolet 5.4L V8                | D     | 307   |
| 15    | GT 1.6    | 41 | Scuderia St. Ambroeus                     | Giampiero Biscaldi Giancarlo Sala        | Alfa Romeo Giulia TZ         | Alfa Romeo 1.6L I4               | D     | 305   |
| 16    | P 5.0     | 23 | Écurie Nationale Belge                    | Pierre Dumay Gérard Langlois von Ophem   | Ferrari 250 LM               | Ferrari 3.3L V12                 | D     | 298   |
| 17    | P 3.0     | 46 | Société des Automobiles Alpine            | Roger de Lageneste Henry Morrogh         | Alpine M64                   | Renault-Gordini 1.1L I4          | D     | 292   |
| 18    | GT +3.0   | 64 | Société Chardonnet                        | Régis Fraissinet Jean de Mortemart       | AC Cobra                     | Ford 4.7L V8                     | G     | 289   |
| 19    | GT 2.0    | 37 | British Motor Corporation                 | Paddy Hopkirk Andrew Hedges              | MG B Hardtop                 | MG 1.8L I4                       | D     | 287   |
| 20    | P 3.0     | 59 | Société des Automobiles Alpine            | Roger Masson (de) Teodoro Zeccoli        | Alpine M63B                  | Renault-Gordini 1.0L I4          | D     | 284   |
| 21    | P 3.0     | 50 | Standard Triumph                          | David Hobbs Rob Slotemaker               | Triumph Spitfire             | Triumph 1.1L I4                  | D     | 272   |
| 22    | GT 1.3    | 43 | Team Elite '62                            | Clive Hunt John Wagstaff                 | Lotus Elite Mk14             | Coventry Climax 1.2L I4          | D     | 266   |
| 23    | GT 1.3    | 52 | Société Automobiles René Bonnet           | Philippe Farjon Serge Lelong             | René Bonnet Aérodjet         | Renault-Gordini 1.1L I4          | D     | 260   |
| 24    | P 3.0     | 53 | Donald Healey Motor Company               | Clive Baker William Bradley              | Austin-Healey Sprite Sebring | BMC 1.1L I4                      | D     | 257   |
| N. c. | P 3.0     | 47 | Société des Automobiles Alpine            | Mauro Bianchi Jean Vinatier              | Alpine M64                   | Renault-Gordini 1.0L I4          | D     | 230   |
| Abd.  | P 3.0     | 30 | Porsche System Engineering                | Colin Davis Gerhard Mitter               | Porsche 904/8                | Porsche 2.0L Flat-8              | D     | 244   |
| Abd.  | GT +3.0   | 18 | Michael Salmon                            | Michael Salmon Peter Sutcliffe (de)      | Aston Martin DP214           | Aston Martin 3.7L I6             | D     | 235   |
| Abd.  | P 3.0     | 48 | Société Automobiles René Bonnet           | Robert Bouharde Michel de Bourbon-Parme  | René Bonnet Aérodjet         | Renault-Gordini 1.1L I4          | D     | 216   |
| Abd.  | P 5.0     | 10 | Ford Motor Company                        | Phil Hill Bruce McLaren                  | Ford GT40 Mk I               | Ford 4.2L V8                     | D     | 192   |
| Abd.  | GT +3.0   | 16 | Peter Lindner                             | Peter Lindner Peter Nöcker               | Jaguar type E Lightweight    | Jaguar 3.8L I6                   | D     | 149   |
| Abd.  | P 3.0     | 65 | Standard Triumph                          | Jean-François Piot Jean-Louis Marnat     | Triumph Spitfire             | Triumph 1.1L I4                  | D     | 140   |
| Abd.  | P 3.0     | 29 | Porsche System Engineering                | Edgar Barth Herbert Linge                | Porsche 904/8                | Porsche 2.0L Flat-8              | D     | 139   |
| Abd.  | P 3.0     | 54 | Société des Automobiles Alpine            | Philippe Vidal Henri Grandsire           | Alpine M64                   | Renault-Gordini 1.0L I4          | D     | 133   |
| Abd.  | GT +3.0   | 6  | Briggs S. Cunningham                      | Chris Amon Jochen Neerpasch              | Shelby Cobra Daytona         | Ford 4.7L V8                     | G     | 131   |
| Abd.  | P 3.0     | 45 | S.E.C.A. CD                               | Pierre Lelong Guy Verrier                | CD 3                         | Panhard 1.2L Supercharged Flat-2 | M     | 124   |
| Abd.  | GT +3.0   | 9  | Rootes Group                              | Peter Procter Jimmy Blumer               | Sunbeam Tiger Thunderbolt    | Ford 4.3L V8                     | D     | 118   |
| Abd.  | GT 3.0    | 26 | North American Racing Team                | Ed Hugus José Rosinski                   | Ferrari 250 GTO              | Ferrari 3.0L V12                 | G     | 114   |
| Abd.  | P 5.0     | 2  | Maserati France                           | André Simon Maurice Trintignant          | Maserati Tipo 151/1          | Maserati 4.9L V8                 | D     | 99    |
| Abd.  | GT +3.0   | 17 | P.J. Sargent                              | Peter Sargent Peter Lumsden              | Jaguar type E Lightweight    | Jaguar 3.8L I6                   | D     | 80    |
| Abd.  | P 3.0     | 44 | S.E.C.A. CD                               | Alain Bertaut André Guilhaudin           | CD 3                         | Panhard 1.2L Supercharged Flat-2 | M     | 77    |
| Abd.  | GT +3.0   | 3  | AC Cars Ltd.                              | Peter Bolton (de) Jack Sears             | AC Cobra Coupé               | Ford 4.7L V8                     | G     | 77    |
| Abd.  | P 5.0     | 21 | SpA Ferrari SEFAC                         | Mike Parkes Ludovico Scarfiotti          | Ferrari 275 P                | Ferrari 3.3L V12                 | D     | 71    |
| Abd.  | P 5.0     | 22 | SpA Ferrari SEFAC                         | Giancarlo Baghetti Umberto Maglioli      | Ferrari 275 P                | Ferrari 3.3L V12                 | D     | 69    |
| Abd.  | P 5.0     | 11 | Ford Motor Company                        | Richie Ginther Masten Gregory            | Ford GT40 Mk I               | Ford 4.2L V8                     | D     | 63    |
| Abd.  | P 3.0     | 56 | Société Automobiles René Bonnet           | Pierre Monneret Jean-Claude Rudaz        | René Bonnet Aérodjet         | Renault-Gordini 1.0L I4          | D     | 62    |
| Abd.  | P 5.0     | 15 | North American Racing Team                | Pedro Rodríguez Skip Hudson              | Ferrari 330 P                | Ferrari 4.0L V12                 | D     | 58    |
| Abd.  | P 5.0     | 12 | Ford Motor Company                        | Richard Attwood Jo Schlesser             | Ford GT40 Mk I               | Ford 4.2L V8                     | D     | 58    |
| Abd.  | P 3.0     | 55 | Société Automobiles René Bonnet           | Jean-Pierre Beltoise Gérard Laureau (de) | René Bonnet Aérodjet         | Renault-Gordini 1.1L I4          | D     | 54    |
| Abd.  | GT 1.6    | 40 | Scuderia St. Ambroeus                     | Fernand Masoero Jean Rolland             | Alfa Romeo Giulia TZ         | Alfa Romeo 1.6L I4               | D     | 47    |
| Abd.  | P 3.0     | 60 | Société Automobiles René Bonnet           | Bruno Basini Roland Charriére            | René Bonnet RB5              | Renault-Gordini 1.2L I4          | D     | 44    |
| Abd.  | GT +3.0   | 8  | Rootes Group                              | Claude Dubois Keith Ballisat             | Sunbeam Tiger Thunderbolt    | Ford 4.3L V8                     | D     | 37    |
| Abd.  | P 3.0     | 49 | Standard Triumph                          | Michael Rotschild Bob Tullius            | Triumph Spitfire             | Triumph 1.1L I4                  | D     | 23    |
| Abd.  | P 3.0     | 42 | Lawrence Tune Engineering                 | Chris Lawrence Gordon Spice              | Deep Sanderson 301           | BMC 1.3L I4                      | D     | 13    |
| Abd.  | GT 1.6    | 38 | Royal Elysées                             | René Richard Pierre Gelé                 | Lotus Elan                   | Lotus 1.6L I4                    | D     | 7     |
| Abd.  | P 5.0     | 58 | North American Racing Team                | David Piper Jochen Rindt                 | Ferrari 250 LM               | Ferrari 3.3L V12                 | D     | 0     |

Détail :
- La no 47 Alpine M64 n'a pas été classée pour distance parcourue insuffisante (moins de 70 % de la distance parcourue par le 1er de l'épreuve).

Note :
- Dans la colonne Pneus[1] apparaît l'initiale du fournisseur, il suffit de placer le pointeur au-dessus du modèle pour connaître le manufacturier de pneumatiques.

## Pole position et record du tour
- Pole position :  John Surtees (no 19, Ferrari 330 P, SpA Ferrari SEFAC) en 3 min 42 s 0 (218,286 km/h).
- Meilleur tour en course :  Phil Hill (no 10, Ford GT40, Ford Motor Company) en 3 min 49 s 2 (211,429 km/h) au 187e tour, le dimanche vers 5 heures du matin[2].

## Prix et trophées
- Victoire au classement à l'indice de rendement énergétique :  Société des Automobiles Alpine (no 46, Alpine M64)
- Victoire au classement à l'indice de performance :  SpA Ferrari SEFAC (no 20, Ferrari 275 P)

## Heures en tête
| n° | Voiture      | Écurie             | Pilotes                       | Heures    | Total     |
| -- | ------------ | ------------------ | ----------------------------- | --------- | --------- |
| 11 | Ford GT40    | Ford Motor Company | Richie Ginther Masten Gregory | 1re       | 1 heure   |
| 19 | Ferrari 330P | SpA Ferrari SEFAC  | John Surtees Lorenzo Bandini  | 2e à 11e  | 10 heures |
| 21 | Ferrari 275P | SpA Ferrari SEFAC  | Jean Guichet Nino Vaccarella  | 12e à 24e | 13 heures |

## À noter
- Longueur du circuit : 13,461 km
- Distance parcourue : 4 695,310 km
- Vitesse moyenne : 195,638 km/h
- Écart avec le 2e : 72,670 km
- Affluence : 350 000 spectateurs